# Mathias Tauber
Mathias Tauber, est un footballeur danois, né le 24 août 1984 à Birkerød au Danemark. Il évolue au poste de défenseur central.

## Palmarès
- Champion du Danemark de D2 en 2016 avec Lyngby